# Джерело №1 «Марія»
Джерело № 1 «Марія» — одне з 25 джерел мінеральної води Трускавця, входить до складу водозабору «Юзі», за лікувальними властивостями поступаються лише «Нафтусі».

## Розташування
Джерело № 1 «Марія» знаходиться у західній частині Курортної балки Трускавецького курортного парку, поблизу пам'ятника Адаму Міцкевичу. Джерело оформлене у вигляді криниці, стіни якого викладені каменем. Глибина джерела — 6,7 м, діаметр — 1,45 м. Мінеральна вода знаходиться на глибині 2-х метрів.

## Історія
Джерело виявив місцевий селянин Іван Конів на початку ХІХ ст. на своєму маєтку. Саме він першим дізнався про лікувальну дію води, і її почали використовувати з 1833 року для лікування. Згодом він продав право на використання джерела курортній владі.
У 1835 році львівським аптекарем Теодором Торосевичем був проведений аналіз мінеральної води з джерела «Марія», одночасно з «Нафтусею».
Експлуатувалося Джерело № 1 «Марія» до 1956 року, дебіт у період експлуатації становив 1,5 м³/добу. Цього ж року в свердловині 7-К було виявлено воду, яка за своїми фізико-хімічними властивостями була дуже близька до «Марії».
У 1994 році джерело було законсервоване.

## Загальні відомості
За складом мінеральна вода джерела є хлоридно-сульфатно-гідрокарбонатно натрієво-магнієвою з мінералізацією від 2,68 до 8,62 г/л з кремнієвою кислотою та залізом. Також містить 42 мг вільної вуглекислоти в одному літрі. Вода прозора, без запаху, з солоно-гіркуватим присмаком.
Мінеральна вода джерела № 1, за клінічними спостереженнями, близька до ізотонічних вод, не затримується довго в шлунку, не викликає різких осмотичних коливань і не дратує його слизової оболонки, вона розріджує слиз в шлунку та сприяє її видаленню.

## Лікувальні властивості
Мінеральна вода джерела № 1 «Марія» сприяє лікуванню хронічних гастритів, хронічних захворювань кишки, хронічних захворювань печінки та жовчних шляхів.
У теплому вигляді зменшує запальний процес слизової шлунку, швидко вступаючи у дванадцятипалу кишку і всмоктуючись, вона рефлекторно гальмує секрецію шлунку і одночасно знижує кислотність шлункового соку. У холодному — навпаки діє на слизову оболонку та збільшує секрецію шлунку і кислотність шлункового соку.